# Stripping (Rundfunkökonomie)
Stripping ist bei der Planung von Radio- und Fernsehprogrammen die tägliche Ausstrahlung bestimmter Serien oder ähnlicher Programminhalte auf immer demselben Sendeplatz.

## Allgemeines
Es handelt sich um eine Programmstrategie, mit der versucht wird, dem Zuhörer/Zuschauer Orientierung zu geben und Wanderbewegungen zu anderen Sendern im Rahmen des Audience Flow zu minimieren. Diese Programmierstrategie bündelt thematisch verwandte Sendungen (z. B. Komödien, Spielfilme, Kriminalfilme, Talkshows oder Reportagen) zu Programmflächen. Eine solche Bündelung kann nach Genres, Themen, Inhalten, Schauspielern und/oder Regisseuren erfolgen.

## Arten
Grundsätzlich unterscheidet man beim Stripping zwei Varianten:
1. Horizontales Stripping
Hierbei werden zur gleichen Sendezeit über verschiedene Tage der Woche hinweg ähnliche Sendungen ausgestrahlt, z. B. Komödien, die von Montag bis Freitag auf einem Sendeplatz laufen (aktuelles Beispiel: ProSieben – 18:00 Uhr „Die Simpsons“).
2. Vertikales Stripping
Zu einer bestimmten Zeitspanne werden an einem Tag mehrere ähnliche Sendungen, z. B. Serien des gleichen Genres, hintereinander gezeigt (aktuelles Beispiel: Di. ARD 20:15 Familienserie wie Um Himmels Willen oder Die Kanzlei; 21:00 In aller Freundschaft)

## Ziele
Ziel des Strippings ist es, einen kontinuierlichen Aufbau von Zuschauerreichweiten zu erzielen und so die Werbekunden mit einem hohen Anteil an Stammsehern anzulocken. Die Programmschemata sind so ausgelegt, dass bestimmte Sendungen und Serien regelmäßig auf einem festen Sendeplatz pünktlich beginnen, so dass Zuschauer dies als „sozialen Zeitgeber“ nutzen können. Gerbner vermutete bereits 1979, dass Zuschauer weitgehend unselektiv nach der Uhr und nicht nach dem Programm wählen. Beginnt mithin eine Fernsehserie regelmäßig zu einer bestimmten Uhrzeit, brauchen Interessenten nicht mehr die Programmzeitschrift zu lesen, sondern schalten zur „gewohnten Zeit“ den entsprechenden Sender ein. Die Hauptsendezeit nach der Tagesschau läutet um 20:15 Uhr für zahlreiche Deutsche den Feierabend ein.

## Abgrenzung
Abzugrenzen ist das Stripping vom Blocking, bei dem ebenfalls inhaltlich ähnliche Sendungen in Programmblöcken zeitlich nacheinander gesendet werden, um durch diese Strategie die Zuschauer vom Zapping zu anderen Sendern abzuhalten.